# Antonio Ravelo
Antonio Ravelo   (Garachico, 2 d'abril de 1940 - Caracas, 15 de febrer de 2014) és un exfutbolista veneçolà, nascut a les Canàries, de la dècada de 1960.
Fou 18 cops internacional amb la selecció de Veneçuela. Pel que fa a clubs, fou jugador, entre d'altres, de Unión Deportiva Canarias.
El seu germà José Ravelo també fou futbolista.